# Amphiasma redheadii
Amphiasma redheadii är en måreväxtart som beskrevs av Cornelis Eliza Bertus Bremekamp. Amphiasma redheadii ingår i släktet Amphiasma och familjen måreväxter. Inga underarter finns listade i Catalogue of Life.